# Куденково (Болгатовська волость)
Куденково (рос. Куденково) — присілок в Опочецькому районі Псковської області Російської Федерації.
Населення становить 10 осіб. Входить до складу муніципального утворення Болгатовська волость.

## Історія
Від 2015 року входить до складу муніципального утворення Болгатовська волость.

## Населення
| 2001 | 2002 | 2010 | 2013 | 2014 | 2015 | 2016 |
| ---- | ---- | ---- | ---- | ---- | ---- | ---- |
| 27   | ↘19  | ↗20  | ↘10  | ↘8   | ↗10  | →10  |